# Замошч
За̀мошч (на полски: Zamość; на украински: Замостя; на руски: Замостье; на латински: Zamoscia) е град в Югоизточна Полша, Люблинско войводство. Админстративен център е на Замойски окръг и на Замойска община без да е част от тях. Самият град е обособен в отделен градски окръг с площ 30,34 км. През 1992 г. ЮНЕСКО включва историческия център на Замошч в Списъка на световното културно наследство.

## География
Градът се намира в историческата област Червена Рус. Разположен е в южната част на войводството, югоизточно от град Люблин.
Ползване на земната площ (по данни от 2008)
земеделска земя:	13,87 km²	45,7%
обработваема земя:	9,02 km²	29,7%
овощни градини:	0,15 km²	0,5%
ливади:		4,26 km²	14,0%
пасища: 		0,44 km²	1,5%
гори: 			0,64 km²	2,1%
други:			15,83 km²	52,2%
Площ на града (Σ)	30,34 km²	100%

## Природни характеристики

### Релеф
В по-голямата си част градът е разположен на около 210 до 220 м надморска височина.
Релефът на терена не е особено разнообразен. Единствено към река Лабунка, най-вече в Новия град, се очертават отделни по-големи склонове и спад на надморската височина. Южните и западните части на града също са видимо по-ниски.

### Водни ресурси
От югоизток на север през Замошч тече Река Лабунка (Łabuńka), приток на река Вепш. Още в границите на града в нея се вливат река Топорница (и нейното старо корито) и река Швиня. Река Черен поток, протичаща от изток по продължение на северната граница на града, се влива в Лабунка извън самия град. През града протича и Рув Кринични.
В северната част на Замошч е разположен язовир, построен през 1961 – 1963, чиято площ е около 18 хектара. Той е разделен на два отделни водоема – южният е предназначен за отглеждане на риба и риболов, а северният, разположен по-близо до центъра на града, се използва като сезонно място за къпане.

### Климат
Умереният климат се отличава с висока степен на континенталност, което личи от доста високата годишна температурна амплитуда – най-студеният месец е януари (–4,4 °C), а най-топлият юли (+17,4 °C). Средната годишна температура е около 7,2 °C.
Годишното количество валежи, падащи най-вече през топлото полугодие (май – август), не надвишава 600 мм. Значителен е и броят на безоблачните дни в годината (около 55, една от най-високите стойности за страната), а около 25 – 30 са дните с бури.

### Природа
В рамките на града 11 групи дървета са признати за природни паметници. Югоизточната част на Замошч е част от специална зона за защита на птиците по Натура 2000, наречена „Долина на Гора Лабунка“. Три от срещащите се там над 20 вида птици, гнездят на територията на града.
Озеленяването на района започва в непосредствена близост до Стария град: от северозападната страна е Градският парк с езерце (създадено през междувоенния период), зелени площи от юг и запад и слабо залесените „Планти“, включващи предимно тревни площи и разположени от източната и северната страна.
В непосредствена близост до града (югозападно от границите му) се намират резерватите „Хубале“ (с петнист лалугер) и „Вепшец“ (ниски торфени блата). Малко по-нататък, в същата посока, се намира Розточенски национален парк, а по-близо на север – ландшафтният парк Скербешув.

## История
Замошч получава градски права през 1580 г. въз основа на харта за местоположение, издадена от канцлера и велик хетман на короната Ян Замойски. През1589 г. градът става столица на основаното от собственика му Замойско владение.
XVII век е времето на най-голям и най-бърз разцвет на града. Тук се заселват не само поляци, но и много други националности. Налага се обаче градът да се справя с множество нашествия като това на казаците под командването на Богдан Хмелницки през 1648 г. и шведския потоп през 1656 г., по време на които обаче градът остава непревземаем. Едва по време на Великата северна война Замошч е завзет от шведските и саски войски.
В средата на XVIII в. е реформирана основаната през 1594 г. Замойска академия (в която преподава и Станислав Сташиц), но след първата подялба на Полша (1772 г.) академията е закрита (1784 г.).
През 1809 г. Замошч е присъединен към Варшавското княжество, и след Виенския конгрес към зависимо от Русия Кралство Полша. През 1821 г. правителството купува града и модернизира Замойската крепост, която изиграва важна роля в по време на Ноемврийското въстание и капитулира като последна точка на полската съпротива. През 1866 г. крепостта е унищожена и започва пространствено развитие на града.
В периода на Първата световна война до Замошч е прокарана железопътна линия (1916 г.). След извоюване на независимостта на Полша, през 1918 г. тук започва комунистическа революция, потушена от военни подразделения. Две години по-късно градът е обкръжен от съветската армия и в продължилата три седмици битка през 1920 г. полските и украински войски успяват да спрат всички атаки на болшевиките.
Двадесетте междувоенни години са период на засилен развой за града.
По време на септемврийската кампания, на 9 и 12 септември 1939 немските самолети бомбардират Замошч. Загиват над 250 души, преди всичко цивилни, а огромен брой са ранени. На 13 септември германските войски нахлуват в Замошч. Съгласно Пакт Рибентроп-Молотов, на 25 септември германските войски напускат Замошч и мястото им заема Червената армия.Съгласно договора за дружба и граници съветските войски напускат Замошч на 6 октомври, а от 8 октомври 1939 до юли 1944 градът е в ръцете на хитлеристка Германия. По време на Втората световна война в Ротондата е създаден лагер за унищожение, където загиват над 8 000 души, както и лагер за съветски пленници и временен лагер за изселените жители от областта. Замошч е превзет от съветските войски и действащите заедно с тях войници на Армия Крайова  през юли 1944 г.
След войната започва динамично развитие на града, през 1975 – 1998 Замошч е столица на Замойско воеводство, a от 1999 г. отново става окръжен град в Люблинско войводство.

### История на евреите в Полша
Кагалът в Замошч е създадена през 1588 г., когато Ян Замойски дава съгласие за заселването на евреи в границите на града. През 1684 г. хартата на Ян Замойски за еврейската общност отново е потвърдена от Марчин Замойски.
В края на XVIII и началото на XIX в. тук силно влияние оказва еврейското просветителско движение – Хаскала. В края на 19 век започва да се разпространява хасидизмът. В Замошч има синагога, два молитвени дома и еврейска болница.
През 1827 г. в Замошч живеят 2874 евреи, през 1921 г. – 9383 (49,3% от населението на града).
В Замошч живеят и творят поетът Соломон Етингер (1799 – 1855) и писателят Ицхок Лейбуш Перец (1852 – 1915), тук е родена и революционерката Роза Люксембург (1870 – 1919).
Преди войната се издава списанието Zamoscer Sztyme.
През втората половина на 30. Години в града започва антиеврейска акция, ръководена от Бруно Олбрихт, командир на Трета пехотна дивизия на легионите.
В навечерието на войната в Замошч живеят около 12 000 евреи. През пролетта на 1941 г. в Замош е създадено гето. От април до септември 1942 г. около 4 000 души са откарани в лагера на смъртта в Белжец. През октомври 1942 г. на място са разстреляни 500 души, други 4 000 също са откарани в Белжец, като част от тях умират още по пътя.

## Архитектура и урбанистика

### Градоустройство
Повечето от близко разположените една до друга сгради Замошч са изградени така, че образуват клиновидни форми и се намират в Стария град. Самият Стар град, благодарение на обграждащата го зеленина до голяма степен е запазил своята самостоятелност, свързана с първоначалното му положение на изолиран от по-новото строителство чрез заобикалящите го големи зелени площи.
Значително по-малко застроени площи има в западната част на града (кв. Каролувка) както и в разположения на юг от центъра квартал Замчиско, където преобладават зелените площи.
Терените с еднофамилни къщи заемат приблизително същата площ като терените с многофамилни домове. Блоковете са значително повече в югоизточната част на Замошч (в Новия град) и на север от центъра на града.
Най-големите промишлени и складови площи са съсредоточени в източната част на града.

### Забележителности
Повечето от забележителностите се намират в Стария град, който се отличава с градското оформление, запазено от самото му създаване, Големия площад (100 × 100 метра) с кметството и т.нар. арменски градски къщи, както и фрагментите от отбранителни укрепления.
Ян Замойски поръчва проектирането на града на архитекта Бернардо Морандо, който свързва изпълнението на тази задача с концепцията за антропоморфизма. Главно място заема дворецът на Замойски – „главата“ на града, в „гръбнак“ на градското пространство се превръща улица „Гродзка“, пресичаща Големия площад, а „раменете“ му са улиците „Солна“ и „Б. Морандо“. Близо до тези улици са разположени: Солният Площад и Водният площад – „вътрешните органи“ на града, а бастионите са неговите ръце и нозе, с които да се отбранява.
Това оформление на градското пространство на практика е запазено непроменено и до днес и именно то е притегателна сила за множеството урбанисти и архитекти, посещаващи Замошч, които го определят като доказателство за стремежа да се реализира концепцията за идеалния град .
За съжаление през 1866 г. руският окупатор взривява по-голямата част от отбранителните съоръжения, които преди това сериозно разширява. Оцелява е единствено бастион VII с фрагмент от стените и две разширения, даващи представа за тогавашните укрепления.
През 1992 r. Старият град на Замошч е включен в Списък на световното културно и природно наследство на ЮНЕСКО.
Сред много забележителности на града са светски сгради като Библиотеката на Замойската академия, сакрални сгради, фрагменти от някогашната крепост, жилища на някогашното еврейско население. Специално внимание заслужават маниеристично-бароковото кметство с ветрилообразни стълбища от 18 век, символ на града, преустройван няколко пъти, както и жилищните сгради на Големия площад.
По-големи сгради са Дворецът на Замойски от края на XVI в. и сградата на Замойската академия (днес средно и висше училище) от XVII в. Сред забележителностите се открояват и катедралите „Възкресение Господне“ и „Свети апостол Тома“ с отделна камбанария, която днес предоставя на туристите тераса за гледка към града, както и някогашната ренесансово-барокова гръкокатолическа църква „Св. Никола“.
За историята на еврейската общност в Замошч напомня най-вече късноренесансовата синагога от началото на XVII в.

## Туризъм
Включеният в Списъка на световното културно и природно наследство на ЮНЕСКО Стар град на Замошч и намиращите се в близост хълмове Розточе са причина туризмът да играе важна за града роля. Туристическата инфраструктура е добре развита и включва 11 хотела, многобройни мотели, стаи за гости др., както и специално изграденият за нуждите на туристите Замойски център за туристическа и историческа информация.
Освен забележителностите в Стария град и Ротондата, многобройните музеи и галерии, интересна атракция е и единствената в Люблинско воеводство зоологическа градина.
От гарата започва и туристическата зелена екопътека „Владислав Подобински“.
Атрактивността на Замошч се подчертава и от факта, че през 2007 г. градът е избран за едно от „Седемте чудеса на Полша“.

## Културен живот
Културата е част от живота на града още от самото му основаване. И до днес Замошч е културен център на региона. Ежегодно тук се провеждат: Замойско театрално лято, Международен фестивал на интуитивните изкуства „Форталиции“, Международен фолклорен фестивал „Еврофолк“, Джаз фестивал Jazz na Kresach, Замойски фестивал на културата, Международни дни на религиозния филм Sacrofilm (филмов фестивал), както и „Щурмът на Замойската крепост“, по време на който се прави инсценизация на победата в битката с татарите и казаците през 1648 г.

## Население
Населението на града възлиза на 65 784 души (2012 г.). Гъстотата е 2168 души/км2.
Демографско развитие:

## Известни личности
Родени в Замошч
- Марек Грехута (1945 – 2006), поет и музикант
- Роза Люксембург (1871 – 1919), революционерка
- Ицхок Лейбуш Перец (1852 – 1915), писател

## Фотогалерия
- Градският парк
- Паметник на Ян Замойски
- Катедрала

|  | Тази страница частично или изцяло представлява превод на страницата Zamość в Уикипедия на полски. Оригиналният текст, както и този превод, са защитени от Лиценза „Криейтив Комънс – Признание – Споделяне на споделеното“, а за съдържание, създадено преди юни 2009 година – от Лиценза за свободна документация на ГНУ. Прегледайте историята на редакциите на оригиналната страница, както и на преводната страница, за да видите списъка на съавторите. ВАЖНО: Този шаблон се отнася единствено до авторските права върху съдържанието на статията. Добавянето му не отменя изискването да се посочват конкретни източници на твърденията, които да бъдат благонадеждни. |